# Paul Cotter
Paul Cotter (Municipio de Canton, Míchigan, 16 de noviembre de 1999) es un jugador profesional estadounidense de hockey sobre hielo que se desempeña en la posición de centro en Vegas Golden Knights, equipo de la National Hockey League (NHL).

## Carrera
Fue seleccionado en la cuarta ronda en la NHL Entry Draft de 2018. En 2021 hizo su debut profesional con el equipo Vegas Golden Knights, donde lleva jugando tres temporadas.